# Ковалёв, Игнат Николаевич
Игна́т Никола́евич Ковалёв (1 мая 1976, Калинин) — российский гребец-каноист, выступал за сборную России в конце 1990-х — середине 2000-х годов. Чемпион Европы и мира, многократный чемпион всероссийских первенств, победитель этапов Кубка мира и прочих международных регат. На соревнованиях представлял добровольное спортивное общество «Динамо», заслуженный мастер спорта.

## Биография
Игнат Ковалёв родился 1 мая 1976 года в Калинине. Активно заниматься греблей начал в возрасте семи лет, проходил подготовку под руководством собственного отца Николая Петровича, который в прошлом был известным каноистом, а ныне заслуженный тренер. Первого серьёзного успеха добился в 1998 году, когда впервые завоевал золотую медаль взрослого всероссийского первенства, одержав победу среди четырёхместных каноэ на дистанции 1000 метров. Попав в основной состав российской национальной сборной, побывал на чемпионате мира в венгерском Сегеде, откуда привёз награду серебряного достоинства, выигранную в той же дисциплине С-4 1000 м.
В сезоне 1999 года Ковалёв выиграл на чемпионате России сразу три золотые медали: среди каноэ-четвёрок в гонках на двести, пятьсот и тысячу метров. Позже в тех же дисциплинах взял три медали на чемпионате Европы в хорватском Загребе — бронзовую и две золотые соответственно. Благодаря череде удачных выступлений удостоился права защищать честь страны на мировом первенстве в Милане, их четырёхместный экипаж, куда также вошли гребцы Константин Фомичёв, Алексей Волконский и Андрей Кабанов, на километровой дистанции обогнал всех соперников и пришёл к финишу первым, добившись чемпионского титула. За эти достижения по итогам сезона Игнат Ковалёв удостоен почётного звания «Заслуженный мастер спорта России».
Будучи одним из лидеров национальной сборной, Ковалёв пытался пройти квалификацию на летние Олимпийские игры 2000 года в Сидней, однако на отборочном чемпионате России их команда заняла второе место и, таким образом, не попала на главные соревнования четырёхлетия. Впоследствии он ещё в течение нескольких лет оставался действующим спортсменом, принимал участие в общероссийских и международных регатах. Последний сколько-нибудь значимый результат показал на первенстве страны 2002 года, когда в третий раз стал чемпионом среди четвёрок на дистанции 1000 метров.
После завершения карьеры профессионального спортсмена работал инструктором-методистом по гребле на байдарках и каноэ в школе высшего спортивного мастерства в Твери. В настоящее время возглавляет федерацию гребли Тверской области на лодках класса «дракон», руководит тверским спортивным клубом «Шторм», специализирующемся на данном виде спорта. Начиная с 2009 года при поддержке местной СДЮСШОР тренирует детей с ограниченными возможностями, проводит мастер-классы, занимается общественной деятельностью и пропагандой здорового образа жизни, в частности, в 2013 году участвовал в эстафете Олимпийского огня. Член партии «Единая Россия» и Общественной палаты Тверской области.